# Johannes Böttichius
Johannes Böttichius († omstreeks 1693) was ette voor het dingspel Zuidenveld in Drenthe en schulte van Dalen.
Böttichius was een zoon van de Zuidlaarder predikant Arnoldus Böttichius en Hendrikjen van Selbach. Hij studeerde vanaf 1661 aan de universiteit van Groningen. In 1672 werd hij door Carl von Rabenhaupt genomineerd als schulte van Dalen en  Oosterhesselen als opvolger van Eylardus Krull. De toenmalige drost en Heer van Ruinen had echter de broer van Krull genomineerd. Uiteindelijk bleef de benoeming van Böttichius, ook na het overlijden van Rabenhaupt in 1675, met instemming van Eigenerfden en Ridderschap van Drenthe gehandhaafd. In 1685 werd zijn zoon Hendrik aangesteld als zijn adjunct wegens zijn "lijves swackheyt" Desondanks werd hij in 1686 en in 1692 genoemd als verwalter (plaatsvervanger) van de schulte van Emmen Hugo Emmen, die zijn overleden vader Everhard Emmen in 1685 had opgevolgd, maar nog te jong was om daadwerkelijk te kunnen fungeren als schulte. Hij overleed omstreeks 1693 en werd als schulte opgevolgd door zijn zoon Hendrik
Böttichius was getrouwd met Maria Brachtesende, dochter van de Emmer predikant Herbertus Brachtesende en Geertruyt Schröders.